# Гледстон (Квинсленд)
Гледстон (енгл. Gladstone) је град Аустралији у савезној држави Квинсленд. Према попису из 2006. у граду је живело 28.808 становника.

## Становништво
Према попису, у граду је 2006. живело 28.808 становника.
| 1991.  | 1996.  | 2001.  | 2006.  |
| ------ | ------ | ------ | ------ |
| 23,462 | 26,415 | 26,625 | 28,808 |